# Lasioglossum sertum
Lasioglossum sertum är en biart som först beskrevs av Joseph Vachal 1904.  Lasioglossum sertum ingår i släktet smalbin, och familjen vägbin. Inga underarter finns listade i Catalogue of Life.